# Maison d'Este
Cette page explique l’histoire ou répertorie les différents membres de la famille d'Este.
La maison d'Este (en italien Este, D'Este ou Estensi) est une famille qui tire son nom de la petite commune d'Este, dans la province de Padoue qu'elle a tenue en fief entre 1056 et 1239.
Seigneurs de Ferrare (1208-1598), cité vassale du Saint-Siège, ils étendent progressivement leurs possessions à Modène (1288), Reggio d'Émilie (1288), Fanano (1352), Garfagnana (1429/1451), Carpi (1527), Correggio (1636), Mirandola (1711), Novellara (1737), Massa et Carrara (1790), qu'ils perdent en 1796 et retrouvent en 1814 par leur branche Habsbourg, avec Guastalla (1847) jusqu'en 1859.
À partir d'un territoire modeste, mais situé stratégiquement, les D'Este, tout à la fois vassaux de l'empereur et du pape, parvinrent à établir une des dynasties nobiliaires les plus importantes et les plus durables d'Italie, se liant sans cesse, de génération en génération et par des alliances toujours plus prestigieuses, aux principales familles princières et royales d'Europe.
La maison d'Este s'est éteinte en 1829, à la mort de Marie-Béatrice d'Este mais son nom a été relevé par les descendants de celle-ci et de son époux, Ferdinand d'Autriche qui ont formé la Maison de Habsbourg-Este.

## Historique
La maison d'Este se rattache à la vieille branche nobiliaire des Obertenghi, vicaires de l'empereur en Italie.[réf. nécessaire]
Alberto Azzo II (dit Albertazzo, 1009 - 1097), considéré comme le véritable ancêtre de la Maison, était un petit-fils d'Oberto, l'antique feudataire auquel l'empereur Othon Ier avait confié une des marches italiennes de son empire et qu'il avait fait comte palatin en 962. C'est lui qui prit - vers 1073 - le nom de la bourgade dont il avait fait sa résidence habituelle. Son épouse Cunizza (Cunégonde), qui était la fille de Welf II et la sœur de Guelfo (Welf) III duc de Carinthie, lui donna un fils prénommé lui aussi Guelfo, que son oncle adopta et qui engendra, sous le nom de Welf Ier de Bavière (Welf IV), la branche allemande connue sous le nom de Guelfes ou Welf (famille très importante dans l'histoire allemande en Bavière, Saxe ou Hanovre..., qui accéda en 1198 au trône du Saint-Empire avec Othon IV, et en 1714 au trône de Grande-Bretagne avec George Ier).
La branche italienne repose quant à elle sur les épaules de Foulques Ier (1070-1128), issu du second mariage d'Albertazzo avec Gersende du Maine, fille d'Herbert Ier, comte du Maine, le premier de la lignée à voir documentée par écrit sa dignité de « marquis d'Este ». Devenue Estensi à l'initiative de son fils Obizzo I (1110-1193), chef de la faction opposée aux Torelli à Ferrare, la famille s'approprie la seigneurie de la ville au XIIIe siècle, d'abord de facto (avec Azzo VI dit Azzolino mort en 1212), puis délibérément sous son fils Azzo VII (dit Azzolino Novello, 1205-1264) qui devient podestat à vie de Ferrare grâce au soutien de Venise et de la ligue lombarde, et y installe sa seigneurie, et enfin officiellement, avec Obizzo II, petit-fils du précédent (1247-1293), proclamé seigneur de Ferrare en 1264.
En 1288, Obizzo devient également seigneur de Modène et l'année suivante, de Reggio d'Émilie, deux fiefs impériaux. Son État s'étend alors de l'Adriatique aux Apennins. Fidèle guelfe et condottiere au service du Saint-Siège, le pape le nomme capitaine général et défenseur des États de l'Église. Il périt, probablement de la main de son propre fils Azzo VIII (dit, péjorativement, Azzone, mort en 1308). C'est sous sa férule, puis celle de son frère Fresco, agissant comme régent pour le compte de son fils Foulques, que la famille est chassée de Modène, puis de Reggio et de Ferrare. Elle y est rappelée en 1317, puis confirmée comme vicaire du Pape en 1332, ainsi qu'à Modène (1336).
Nicolas II (1352-1388) est un seigneur lettré, ami de Pétrarque. Il modernise la seigneurie, construit le château Saint-Michel et lance la première extension de la ville, l'Addizione di Niccolo. Son fils Albert V (1388-1393) ne règne que cinq ans mais obtient du pape la création d'un stufio generale qui attire des étudiants de toute l'Europe. Sujets du pape, les Estes sont vicaires pontificaux et lui doivent le paiement d'un census vicariatus dont il atténue la sujétion par quelques privilèges octroyés après son pèlerinage à Rome en 1391.
Avec Nicolas III (1383-1441) la puissance de la maison s'affirme après une période de co-régence florentino-vénéto-bolonaise qui confirme ses droits sur le marquisat à travers la constitution d'un état qui consolide ses acquis.

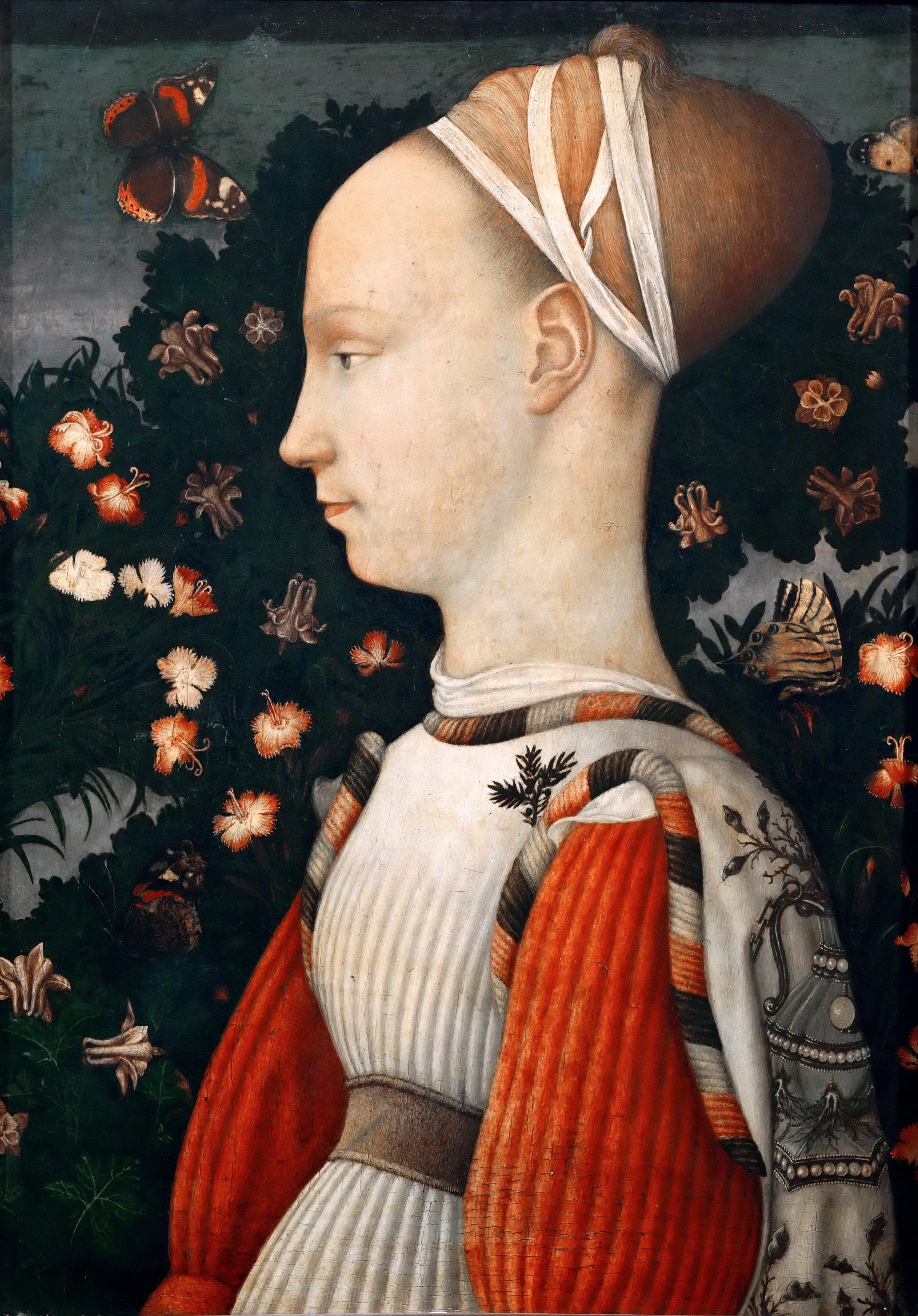
Portrait d'une princesse d'Este, une des filles des Nicolas III ? (Ginevra ou Lucia) ou de Marguerite de Gonzague par Pisanello.

Lui succèdent deux de ses fils naturels, Lionel (en Italie Leonello ou Lionello (1441-1450), politicien habile et homme de culture, puis Borso (1450-1471), qui confirment tous deux la politique de rayonnement inaugurée par leur père. En 1452 Borso obtient en outre, de l'empereur Frédéric III, les titres de duc de Modène et Reggio et de comte de Rovigo. Enfin, en 1471, il est fait duc de Ferrare par le pape Paul II.
Les Este tirent leurs revenus des droits sur le trafic fluvial, du sel des salines de Comacchio et des rentes de leurs domaines agricoles, mais aussi pour une grande part de l'argent tiré des condotte.
Hercule I (1431-1505) leur frère légitime, est, lui aussi, l'artisan du développement des possessions de la famille d'Este, dont il développe le commerce et le rayonnement culturel. Il doit également déployer des trésors d'ingéniosité pour se dépêtrer du chaos créé en Italie par les stratégies italiennes du roi de France Charles VIII.
Lui succède Alphonse I (1505-1534), amant des arts et des lettres, qui perd Carpi, Mirandola, Modène et Reggio et regagne ces deux dernières. Sa sœur Isabelle épouse François II de Mantoue, où elle anime une cour d'hommes de lettres et d'artistes de premier plan tout en jouant un rôle politique important.
À Ferrare, Alphonse I laisse la place à Hercule II (1534-1559). Le mariage de ce dernier avec la fille du roi Louis XII (Renée de France) lui confère à la fois des possessions françaises et de nouvelles attaches politiques et familiales.
Sous Alphonse II d'Este (1553-1597), la vie de cour est portée au plus haut niveau, mais à sa mort, il reste sans descendance malgré trois prestigieux mariages. S'ouvre alors une crise dynastique qui se termine quand l'héritier qu'il a désigné par testament, César (1597-1628), confirmé par l'Empereur mais déchu par le Pape, renonce au duché de Ferrare (1598).
Tombée entre les mains du Saint-Siège, Ferrare entame alors une période de déclin tandis que la famille d'Este, difficilement repliée sur le duché de Modène, tente de reconquérir sa capitale en se mêlant aux intrigues de la politique européenne. Les ducs suivants - tous dits de Modène et Reggio - Alphonse III (duc de 1628 à son abdication en 1629), François I (de 1629 à sa mort, de la malaria, en 1658), Alphonse IV (de 1658 à sa mort prématurée, à l'âge de 28 ans, en 1662), François II (de la mort de son père en 1662 jusqu'à la sienne en 1694) et son oncle Renaud III (le cardinal Rinaldo d'Este, de 1694 à sa mort en 1737) finissent par y perdre aussi Comacchio, en y gagnant Correggio et le petit duché de Mirandola.
François III (dit, lui aussi, de Modène, 1737-1780), impliqué dans la guerre de Succession d'Autriche, finit gouverneur autrichien de la Lombardie. Il avait accordé à Ferdinand Charles Antoine (quatrième fils, quatorzième enfant de Marie-Thérèse et frère - entre autres - de Marie-Antoinette), la main de son unique petite-fille Marie-Béatrice. C'est ainsi que - après l'annexion du duché à la République cispadane (devenue cisalpine en 1797) - quand son fils, Hercule III, mourut en 1803 sans héritier mâle, la Restauration de 1814 porta à la tête du duché de Modène et Reggio reconstitué la lignée des Autriche-Este (ou Habsbourg-Este) avec François IV, fils de Ferdinand Charles Antoine, lignée qui s'éteindra en 1875 avec son fils François V. Dans l'intervalle, le duché de Modène avait englobé les possessions des duchés de Massa Carrara de Guastalla, avant d'être lui-même rattaché au royaume de Sardaigne en 1859. À la mort de François V, la ligne de succession au duché de Modène et Reggio est passé à son cousin François Ferdinand, plus tard assassiné à Sarajevo. Ses prétentions sur le duché furent alors transférés à Charles Ier, qui, en 1917, les concéda à son tour à son fils Robert d'Autriche-Este (1915-1996). Elles sont aujourd'hui entre les mains de Lorenz d'Autriche-Este.

## Modèle chevaleresque
Les Este ont une culture empreinte des valeurs aristocratiques et chevaleresques. En théorie, ils sont des vassaux qui doivent le service militaire au pape. Comme les ducs de Milan et les rois de Naples, ils adoptent le langage du pouvoir absolu, mêlant la tradition courtoise et chevaleresque des aristocraties du nord de l'Europe au début de la culture humaniste avec des références à la Rome impériale. Au début du XIVe siècle, la cour de Ferrare est très influencée par les modèles franco-bourguignons. Les Este manifestent alors un intérêt passionné pour la littérature chevaleresque en français. Nicolas III épouse d'ailleurs en troisième noces Ricciardia de Saluces qui est la fille du marquis Tommaso II, poète et auteur du roman écrit en français Le chevalier errant.
Ils se disent descendre des chevaliers de la Table Ronde. Nicolas III prénomme son fils aîné Leonello en référence à Lionel, le preux chevalier cousin de Lancelot du lac, son cadet Borso en l'honneur de Bohort, autre chevalier de la quête du Graal, et le benjamin Ercole ou Hercule, en témoignage de sa culture humaniste. Ses filles s'appellent Ginevra, ou Guenièvre, et Isotta, ou Iseult. En 1436, sa bibliothèque compte 279 livres dont 57 en français dont 19 romans de chevalerie, chiffres comparables à celles des princes français les plus fastueux. Celle d'Ercole, inventoriée en 1495, compte 512 livres dont 48 en français. Elle comprend des romans mettant en scène le roi Meliadus, roi de Léonois, chevalier errant et surtout, père de Tristan, Merlin, Arthur, Godefroi de Bouillon, Charlemagne, Guiron le Courtois et Tristan.
Le château Saint-Michel est une forteresse féodale d'architecture médiévale.

## Généalogie sommaire des principales branches de la maison d'Este
- Alberto Azzo II d'Este, dit Albertazzo (1009-1097).
Comte de Luni et, vers 1309, marquis d'Este.
  - Branche de Bavière
Welf († 1101). Il hérite de son oncle maternel Welf III d'Altdorf (ou de Carinthie).
Il donne naissance à la branche bavaroise d'Este et aux Guelfes.
  - Branche de Ferrare
Foulques Ier (1070-1128), seigneur d'Este.
    - Obizzo I d'Este (1110-1193).
      - Azzo VI d'Este dit Azzolino, petit-fils du précédent (1170-1212).
        - x Sofia degli Aldobrandini : Aldobrandino (1190-1215). Seigneur de Ferrare et d'Este.
        - x Alice d'Antioche : Azzo VII d'Este dit Azzolino Novello (1205-1264).
 Seigneur de Ferrare, d'Este et de la Marche d'Ancône.
          - Obizzo II d'Este (1247?-1293), Seigneur de Ferrare, de Modène et de Reggio. 
Assassiné, probablement par son fils et successeur Azzo VIII.
            - Azzo VIII d'Este, dit Azzone († 1308).
              - Régence de Fresco, pour le compte de son fils Foulques, neveu d'Azzone.

1309 - Les d'Este sont chassés de Ferrare par les armées du Pape.

1317 - Retour de la famille d'Este à Ferrare.

Armoiries de la Maison d'Este à partir de 1431 : Écartelé, en 1 et 4 d'azur, à trois fleurs de lys d'or, à la bordure endentée de gueules et d'or (Concession en 1431 de Charles VII, Roi de France) et en 2 et 3 d'azur, à l'aigle d'argent, becquée, languée et couronnée d'or.

- Aldobrandino II d'Este († 1326). Frère d'Azzone. Seigneur de Ferrare de 1317 à 1326.
  - Obizzo III d'Este († 1352).
Seigneur de Ferrare, de Modène et de Parme.
    - Aldobrandino III d'Este (1335-1361).
Seigneur de Ferrare de 1352 à 1361.
    - Nicolas II d'Este (1338-1388), dit lo zoppo (le boiteux).
Seigneur de Ferrare de 1361 à 1388.
    - Alberto V d'Este (1347-1393)
      - Nicolas III (1383-1441)
        - Lionel (illégitime) (1441-1450)
        - Borso (illégitime) (1450-1471)
        - Hercule I (légitime) (1431-1505)
          - Alphonse I (1505-1534)
            - Hercule II (1534-1559)
              - Alphonse II (1553-1597). Sans héritier.
                - César (1562-1628). Cousin d'Alphonse II. Dernier duc de Ferrare.
En 1597, ses prétentions contestées sur le duché entraînent l'intervention du Pape et la perte de Ferrare.

Le 30 janvier 1598, la Famille d'Este quitte définitivement Ferrare et se replie sur Modène.
Branche de Modène
- Alphonse III (1591-1644), duc de Modène et de Reggio.
Fils de César, abdique en faceur de son fils François.
  - François I (1610-1658), duc de Modène et de Reggio
    - Alphonse IV (1634-1662), duc de Modène et de Reggio
      - François II (1660-1694), duc de Modène et de Reggio

    - Renaud III (1655-1737), duc de Modène et de Reggio
      - François III (1737-1780), duc de Modène et de Reggio
        - Hercule III (1727-1803), duc de Modène, de Reggio et de Massa et Carrara

Hercule III meurt sans héritier mâle en 1803.

Sa fille aînée, Marie-Béatrice d'Este perpétue la Maison d'Este via son mariage avec Ferdinand Charles Antoine de Habsbourg-Lorraine, archiduc d'Autriche (Ferdinand d'Autriche-Este).
Branche Habsbourg-Este
- Marie-Béatrice d'Este (1750-1829) x Ferdinand d'Autriche-Este
  - Marie-Thérèse d'Autriche-Este (1773-1832). Archiduchesse d'Autriche-Este, princesse de Modène.
  - Marie-Léopoldine de Modène (1776-1848).
  - François IV de Modène (1779-1876)
    - François V de Modène (1819-1875).
Mort sans héritier direct. Transfère par testament ses droits aux Habsbourg-Lorraine.
      - François-Ferdinand d'Autriche (1863-1914). Assassiné à Sarajevo.
        - Charles François Joseph de Habsbourg-Lorraine (1887-1922)
Karl Franz Josef von Habsburg-Lothringen.
- Dernier empereur d'Autriche sous le nom de Charles Ier.
- Dernier roi apostolique de Hongrie sous le nom de Charles IV.
- Dernier roi de Bohême, sous le nom de Charles III.
          - Robert d'Autriche-Este (1915-1996). Archiduc d’Autriche-Este.
            - Lorenz d'Autriche-Este (né en 1955). Archiduc d’Autriche-Este, duc de Modène, prince impérial d’Autriche et prince royal de Hongrie, de Croatie et de Bohême, prince de Belgique.
              - Amedeo de Belgique (né en 1986). Archiduc d'Autriche-Este, prince de Hongrie et de Bohême, duc de Modène.

  - Ferdinand Charles Joseph Victor d'Autriche-Este (1781-1850). Frère cadet de François IV.
  - Marie Louise Béatrice d'Autriche-Este, dite Marie-Ludovika (1787-1816).
Archiduchesse d'Autriche-Este, princesse de Modène, impératrice d'Autriche.
  - Maximilien Joseph d'Autriche-Este (1782-1863)
  - Charles Ambroise d'Autriche-Este (1785-1809). Archiduc d'Autriche.

## Autres membres de la famille d'Este
- Alberto Azzo II d'Este épousa Cunégonde, héritière des Guelfes d'Altdorf, puis Gersende du Maine, en 1065, épouse répudiée de Thibaut I (dit aussi Thibaut III de Blois), Comte de Blois-Champagne.
- Hugues V du Maine, mort en 1097, fut comte du Maine de 1069 à 1093. Il était fils d'Albert Azzo II d'Este et de Gersende.
- Aldobrandino II d'Este, (? – 1326), fils d’Obizzo II, marquis et seigneur de Ferrare.
- Béatrice d'Este 1268-1334, fille d’Obizzo II.
- Nicolas III d'Este, 1383-1441, Fils d'Alberto V et d'Isotta Albaresani, était Condottiere et marquis de Ferrare de 1393 à sa mort.

## La branche cadette (lesEstede Modène)
Du second mariage d'Azzo II naquit la branche cadette, portant le nom d'Este, qui régna sur le duché de Ferrare de 1471 à 1597 et le Duché de Modène et Reggio de 1452 à 1797 et s'éteignit en 1803.
Ferrare devint un centre significatif de culture sous Nicolas III d'Este (1384-1441) et ses fils et successeurs, Lionel (1407-1450), Borso (1413-1471) et Hercule (1431-1505).
Borso fut élevé au titre de duc de Modène et Reggio par l'empereur Frédéric III en 1452, ces duchés étant fiefs impériaux. En 1471 il reçut le duché de Ferrare en tant que fief papal du pape Paul II.
Le frère de Borso, Hercule Ier eut deux filles : Béatrice (1475-1497) épousa Ludovic Sforza, duc de Milan et Isabelle (1474-1539) épousa François II Gonzague, marquis de Mantoue.

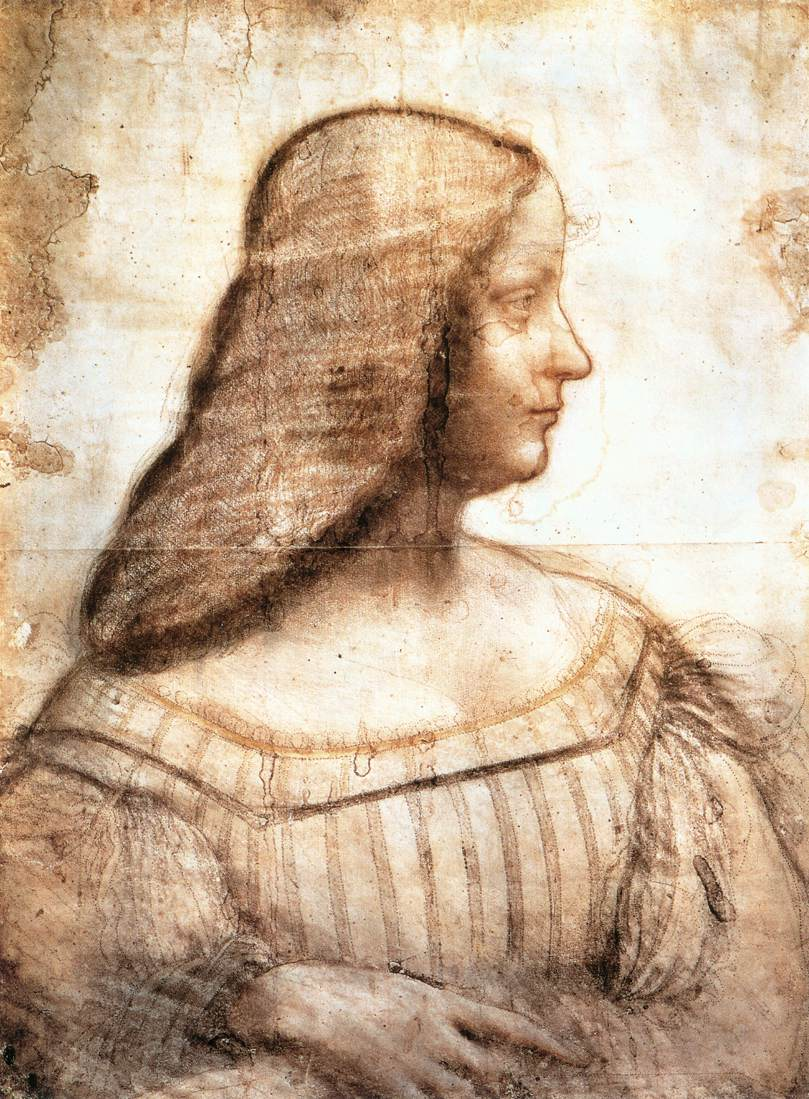
Isabelle.
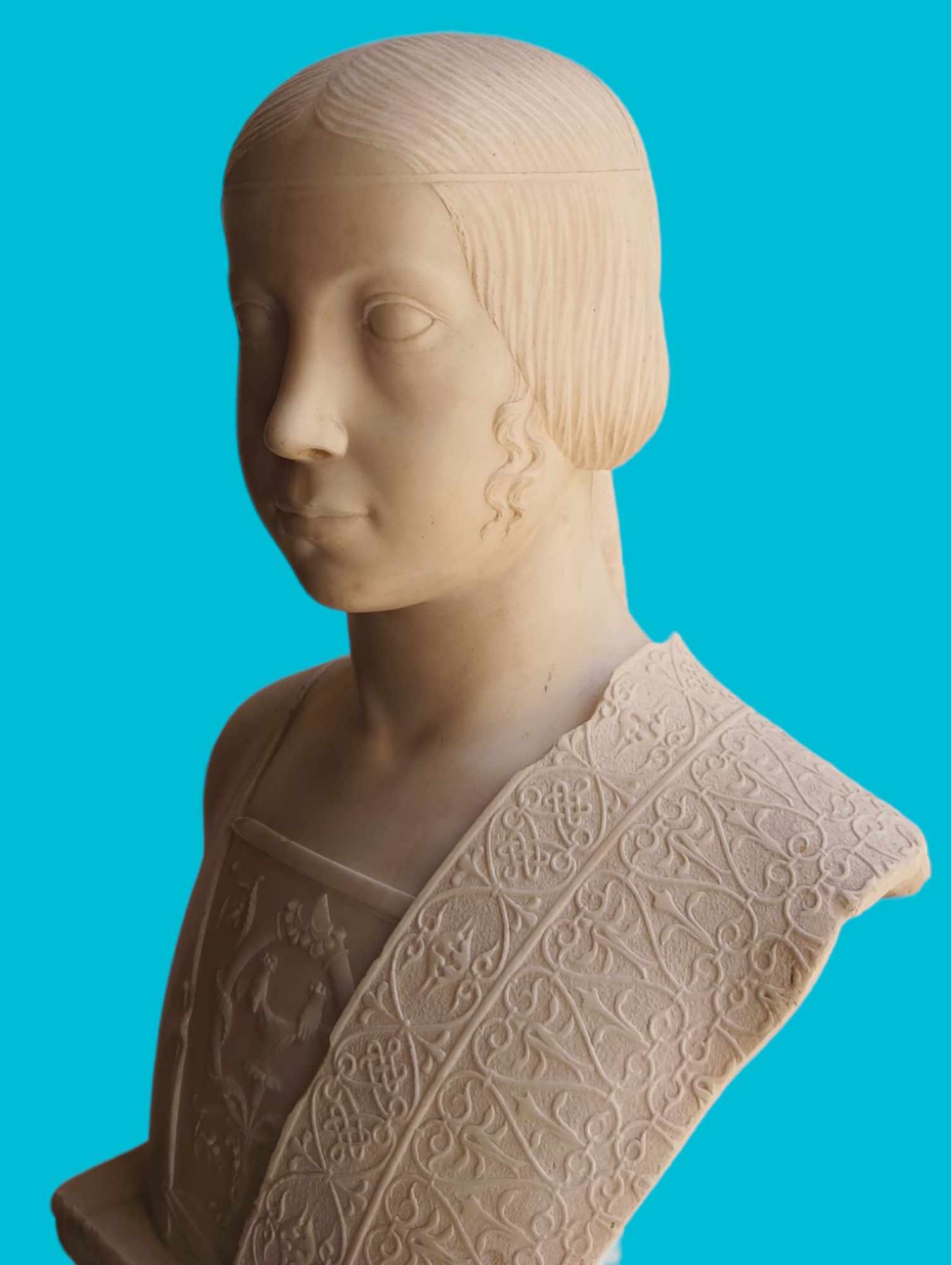
Béatrice.

Le successeur d'Hercule Ier fut son fils Alphonse Ier (1476-1534), le troisième mari de Lucrèce Borgia. Participa à la bataille de Ravenne (1512) aux côtés des Français contre les Espagnols.
Hercule II d'Este (1508-1559), fils d'Alphonse, épouse Renée de France, fille de Louis XII, qui lui apporte en dot le duché de Chartres.
La ligne légitime finit en 1597 avec la mort d'Alphonse II, fils d'Hercule II.
Le nom d'Este se perpétua chez les Habsbourg (maison de Lorraine). La maison d'Autriche hérita en effet du duché de Modène en 1814, Marie-Béatrice d'Este-Modène, ultime héritière de la maison d'Este, ayant épousé l'archiduc Ferdinand d'Autriche-Este (frère de Marie-Antoinette).
Leur fils François IV (1779-1846) fut duc souverain de Modène et archiduc d'Autriche-Este.